# Jimmy Fontana
Enrico Sbriccoli, més conegut pel nom artístic de Jimmy Fontana, (Camerino, 13 de novembre de 1934 - Roma, 11 de setembre de 2013) fou un actor i cantautor italià que participà, l'any 1965, en un EP en què ell i tres cantants més del seu país (Gianni Morandi, Rita Pavone i Donatella Moretti) interpretaren en català alguns dels seus èxits del moment. La seua cançó més famosa es titulà Il mondo ("El món").

## Trajectòria
El 1961 va participar en el Festival de la cançó de Sanremo amb Miranda Martino cantant el tema Lady luna, compost pel mestre Armando Trovajoli i Dino Verde.
El seu primer èxit fou Non te ne andare (1963) i poc després el seu famós Il mondo (1965), cançó de la qual s'han fet nombroses versions per part d'altres artistes de renom. Ell mateix va enregistrar la veu en la versió en català. Fou gravada en un EP en català el 1965 amb tres cançons més de Gianni Morandi, Rita Pavone i Donatella Moretti.
El 1970 aconsegueix de nou l'èxit amb L'amore non è bello, cançó del programa de televisió Signore e signora, amb Delia Scala i Lando Buzzanca.
Després d'un període d'allunyament dels èxits durant els 70, torna el 1979 amb Identikit, la cançó de la sèrie de televisió Gli invincibili, amb un èxit modest.
Morí l'11 de setembre de 2013 al seu domicili de Roma, als setanta-vuit anys.

## Discografia
- Arrivederci (1996)
- Il Mondo (1997)
- I Grandi Successi Originali (2001)

## Filmografia

### Actor
- Io bacio... tu baci (1961)

- La Voglia matta (1962)
- Canzoni in... bikini (1963)
- Viale della canzone (1965)
- Quando dico che ti amo (1968)
- Il Sole è di tutti (1968)

### Compositor
- Io bacio... tu baci (1961, "Diavolo")
- Le Belle famiglie (1964, "Caro amore mio")
- I Fantastici tre supermen (1967)

### Cantant
- Io bacio... tu baci (1961, "Diavolo", "Il tempo si è fermato", "Mare di dicembre" i "Cha cha cha dell'impiccato")